# Secularisering

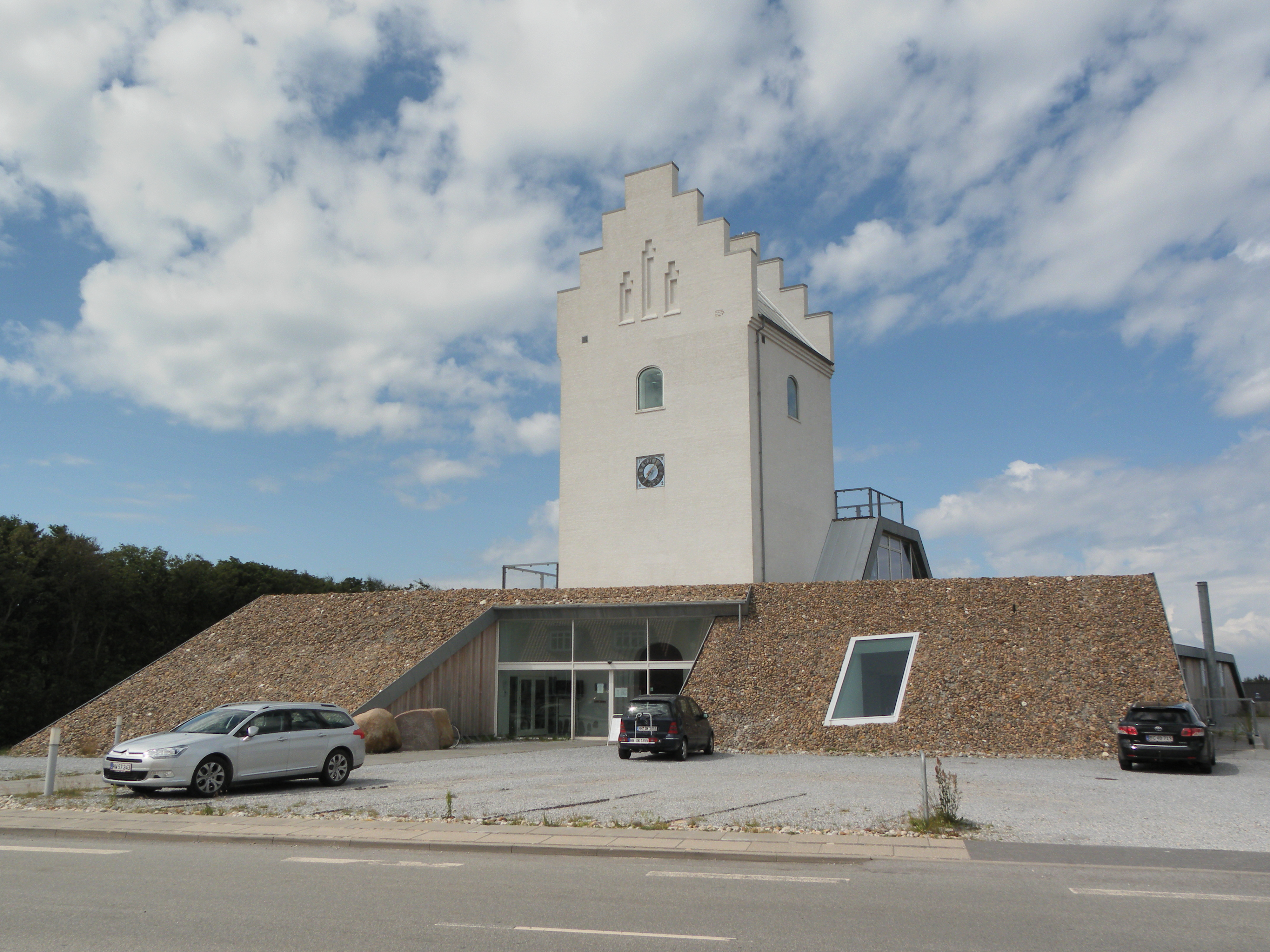
Kerk op Læsø, Denemarken, die in 2008 werd omgebouwd tot kuuroord

Secularisering (van het Latijn saeculum: het aardse leven, wereld) is de algemene benaming voor de verwereldlijking zoals die tot uitdrukking komt in ontkerkelijking, de reductie van religie tot het private terrein en de afname van de maatschappelijke invloed van religie (laïcisme). Deze secularisering vindt volgens onder meer socioloog Max Weber volgens de secularisatiethese plaats via een zogenaamd 'seculariseringproces.'
Gedurende de middeleeuwen namen Kerk en religie in Europa een belangrijke plaats in binnen alle aspecten van het leven, zowel filosofisch, cultureel, sociaal als politiek. Tijdens de renaissance speelde religie nog steeds een belangrijke rol. Tijdens de verlichting werd de religie en haar invloed echter fundamenteel aangevallen. Maar vooral in de 19e en 20e eeuw verminderde de invloed van de christelijke godsdienst en Kerken op het openbare leven, vooral in West-Europa. In iets mindere mate geldt dit ook voor Noord-Amerika in de 19e eeuw en later voor Oost-Europa onder het communisme in de 20e eeuw. Ook in de rest van de wereld zijn bij tijd en wijle seculariserende tendensen te merken geweest. In veel landen met een moslim-meerderheid is religie nog altijd aanwezig in cultuur, maatschappij en politiek, hoewel sommige, zoals Turkije, wel gedeeltelijk geseculariseerd zijn.
In West-Europa heeft de secularisering min of meer parallel plaatsgevonden met de ontkerstening (de afname van mensen die belang hechten aan de christelijke boodschap). Secularisering en ontkerstening zijn echter geen synoniemen aan elkaar. Zo heeft het seculariseringsproces in de Verenigde Staten een kleiner effect gehad op het groeiend aantal ongelovigen. In bepaalde Centraal en Oost-Europese landen ziet men zelfs het omgekeerde effect. Zo is het secularisingsproces van Polen in de jaren negentig hand in hand gegaan met een herwaardering van het katholicisme. 

## Begripsverklaring
- Secularisatie is behalve synoniem voor secularisering ook het onteigenen van bezit van de Kerk (meestal bezit van land en kloosters dat overgaat van de Rooms-Katholieke Kerk op de staat) en de overgang van reguliere priesters naar een seculiere staat.
- Ontkerkelijking is het proces waarbij de Kerk als instituut invloed verliest in de maatschappij.[bron?] Hieronder valt de trend dat steeds minder mensen de kerk bezoeken, en ook de scheiding van kerk en staat. Ontkerkelijking kan worden aangeduid met secularisatie of seculariseren omdat het daar een aspect van is, zonder dat de woorden exacte synoniemen van elkaar zijn.
- Secularisering is de benaming voor het algemene fenomeen van verwereldlijking, waarin religie als levenshouding voor de personen in de maatschappij aan belang verliest. Ook ontkerkelijking en laïcisatie worden onder dit brede begrip geschaard.
- Secularisme is de stroming die zich beijvert voor het seculariseren van staat en maatschappij: secularisten proberen de invloed van de Kerk en religie terug te dringen.

## In België
Bij wijze van openlijke ontzuiling verwijderde de krant De Standaard in 1999 het woordkruis AVV-VVK op de voorpagina. In 2000 liet ook het Nationaal Christelijk Middenstandsverbond de christelijke referentie vallen als Unie van Zelfstandige Ondernemers. In 2003 herdoopt de Katholieke Filmliga zich tot Filmmagie en in 2006 werd het Vlaams Verbond van Katholieke Scouts en Meisjesgidsen (VVKSM) kortweg Scouts en Gidsen Vlaanderen. In 2012 vervelden de Katholieke Arbeidersvrouwen tot Femma en de Vereniging der Uitgevers van de Katholieke Periodieke Pers (VUKPP) tot Medianetwerk Plus. In 2014 herdoopte het Algemeen Christelijk Werknemersverbond zich tot beweging.net.
Als gevolg van de ontkerkelijking kwam ook de kwestie van de herbestemming van (parochie)kerken aan de orde.